# Sociaal
De term sociaal verwijst naar de interactie van organismen met andere organismen, mens of dier en hun collectieve co-existentie, ongeacht of zij zich er bewust van zijn of niet, en ongeacht of de interactie vrijwillig of onvrijwillig is. Voor de Franse socioloog Émile Durkheim staat sociaal tegenover individueel. Bij mensen spreekt men van maatschappij, samenleving, samenlevingsvorm en sociale omgeving.